# تیم کوک
تیموثی دونالد کوک (انگلیسی: Timothy Donald Cook زادهٔ ۱ نوامبر ۱۹۶۰) مدیر بازرگانی آمریکایی است که از سال ۲۰۱۱ مدیر عامل شرکت اپل است. کوک پیش‌تر به عنوان مدیر ارشد عملیاتی شرکت تحت نظر بنیان‌گذار آن، استیو جابز، فعالیت می‌کرد.
کوک در مارس ۱۹۹۸ به عنوان معاون رئیس در امور جهانی به اپل پیوست و سپس به عنوان معاون اجرایی فروش و عملیات در سراسر جهان خدمت کرد. او در ۲۴ اوت ۲۰۱۱، پیش از مرگ جابز در اکتبر همان سال، مدیر اجرایی شد. وی در دوران تصدی خود به عنوان مدیر اجرایی از اصلاحات سیاسی، نظارت بین‌المللی و داخلی، امنیت سایبری، تولیدات آمریکایی و حفظ محیط زیست حمایت کرده‌است. از سال ۲۰۱۱ که اپل را در دست گرفت، تا سال ۲۰۲۱، کوک درآمد و سود شرکت را دو برابر کرده و ارزش بازار شرکت از ۳۴۸ میلیارد دلار به ۲٫۵ تریلیون دلار افزایش یافت.
در سال ۲۰۱۴، کوک نخستین مدیر اجرایی همجنس‌گرای یک شرکت فرچون ۵۰۰ شد. کوک همچنین در هیئت مدیره شرکت نایک و بنیاد ملی فوتبال خدمت می‌کند. او همچنین متولی دانشگاه دوک است. در بیرون از اپل، کوک به امور خیریه مشغول است و در مارس ۲۰۱۵، گفت که قصد دارد ثروت خود را به امور خیریه اهدا کند.

## سنین جوانی و تحصیل

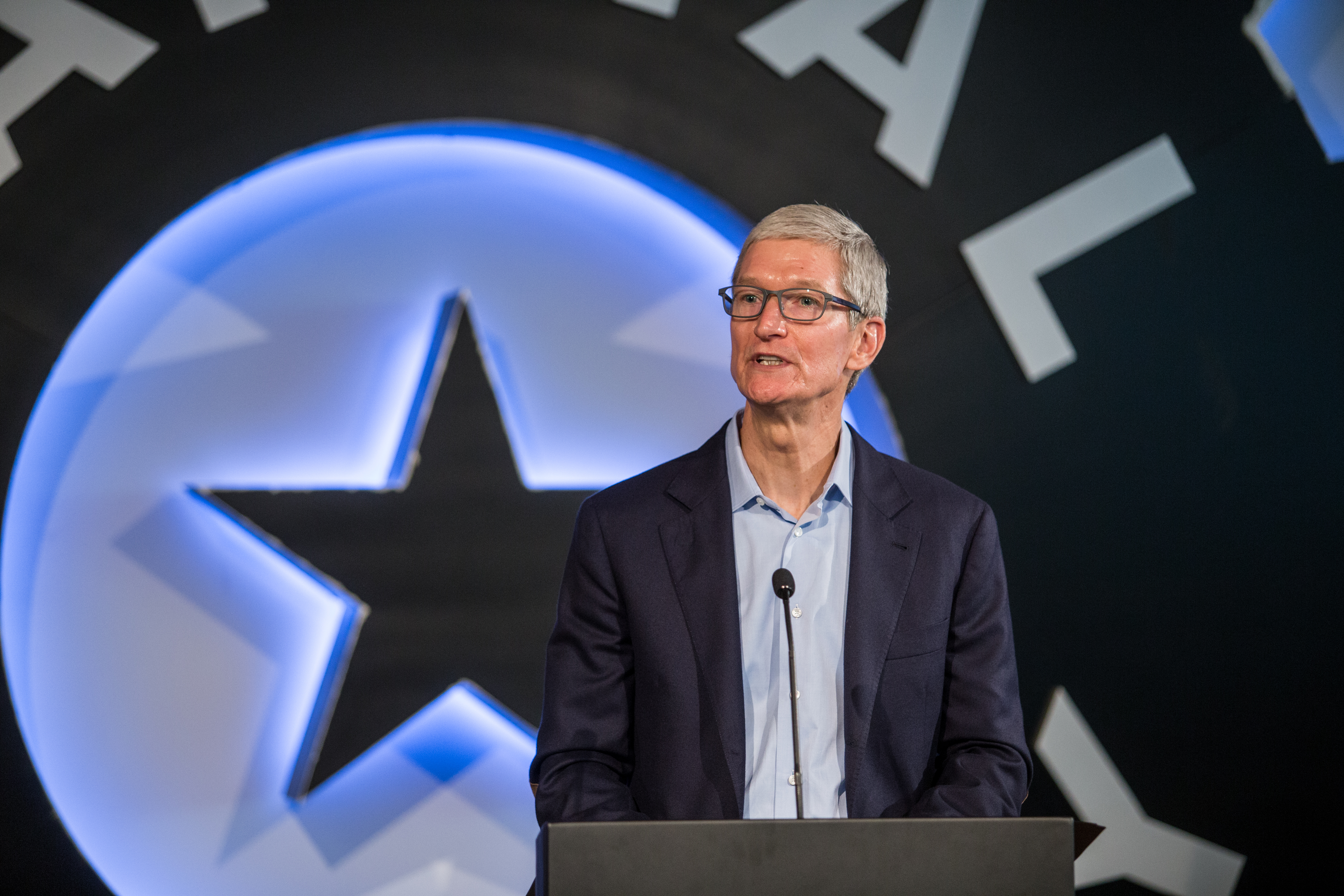
تیم کوک 2017

کوک در موبیل، آلاباما، ایالات متحده متولد شد. او در کلیسای باپتیست تعمید یافت و در نزدیکی رابرتزدیل بزرگ شد. پدرش، دونالد، کارگر کشتی‌سازی بود و مادرش، جرالدین، در داروسازی کار می‌کرد.
کوک در سال ۱۹۷۸ از دبیرستان رابرتزدیل فارغ‌التحصیل شد.وی در سال ۱۹۸۲ بی‌اس مهندسی صنایع را از دانشگاه آبرن و کارشناسی ارشد مدیریت ارشد کسب‌وکار (MBA) را از دانشکده تجارت فوکوا دانشگاه دوک در سال ۱۹۸۸ دریافت کرد.

## حرفه

### دوران قبل از اپل
کوک پس از فارغ‌التحصیلی از دانشگاه آبرن، ۱۲ سال را در تجارت رایانه شخصی آی‌بی‌ام گذراند و سرانجام به عنوان مدیر انجام کارهای آمریکای شمالی خدمت کرد. در این مدت، کوک همچنین مدرک کارشناسی ارشد خود را در سال ۱۹۸۸ از دانشگاه دوک دریافت کرد. سپس، او به عنوان مدیر عملیات بخش فروشندگان رایانه الکترونیک هوشمند فعالیت کرد. در سال ۱۹۹۷، وی به عنوان معاون رئیس در زمینه مواد در کامپک به مدت شش ماه انتخاب شد، اما پس از استخدام توسط استیو جابز، این سمت را ترک کرد.

### دوران اپل

#### در آغاز کار
در سال ۱۹۹۸، استیو جابز از کوک خواست تا به اپل بپیوندد. در سخنرانی آغازین خود در دانشگاه آبرن، کوک گفت که پس از ملاقات با جابز تصمیم گرفته به اپل بپیوندد:
هرگونه توجه کاملاً منطقی به هزینه و مزایا به نفع کامپک بود و افرادی که مرا بهتر می‌شناختند به من توصیه کردند در کامپک بمانم … در آن روز در اوایل سال ۱۹۹۸، من به بینش خود گوش دادم، نه سمت چپ مغزم. یا در مورد این موضوع حتی افرادی که من را بهتر می‌شناختند … حداکثر پنج دقیقه از مصاحبه اولیه من با استیو، می‌خواستم احتیاط و منطق را به باد بدهم و به اپل بپیوندم. بینش من از قبل می‌دانست که پیوستن به اپل یک بار در زندگی اتفاق می‌افتد برای کار برای نابغه خلاق و حضور در تیم اجرایی که می‌تواند یک شرکت بزرگ آمریکایی را زنده کند.
اولین مقام وی معاون ارشد در امور جهانی بود. کوک کارخانه‌ها و انبارها را تعطیل کرد و تولیدکنندگان قراردادی را جایگزین آنها کرد. این منجر به کاهش موجودی شرکت از ماه به روز شد. با پیش‌بینی اهمیت آن، گروه او از سال ۲۰۰۵ در معاملات بلندمدت مانند سرمایه‌گذاری پیش فرض در حافظه فلش سرمایه‌گذاری کرده بود. این امر عرضه ثابتی از آی‌پاد نانو، سپس آیفون و آی‌پد را تضمین می‌کرد. رقبا در هیولت پاکارد دربارهٔ لغو شدن رایانه تبلت HP TouchPad خود را توضیح دادند و بعداً گفتند که این دستگاه از «قطعات رد شده آی‌پد» ساخته شده بود. اقدامات کوک برای تحت کنترل نگه داشتن هزینه‌ها شناخته شد و همراه با بقیه شرکت سودهای هنگفتی به همراه داشت.

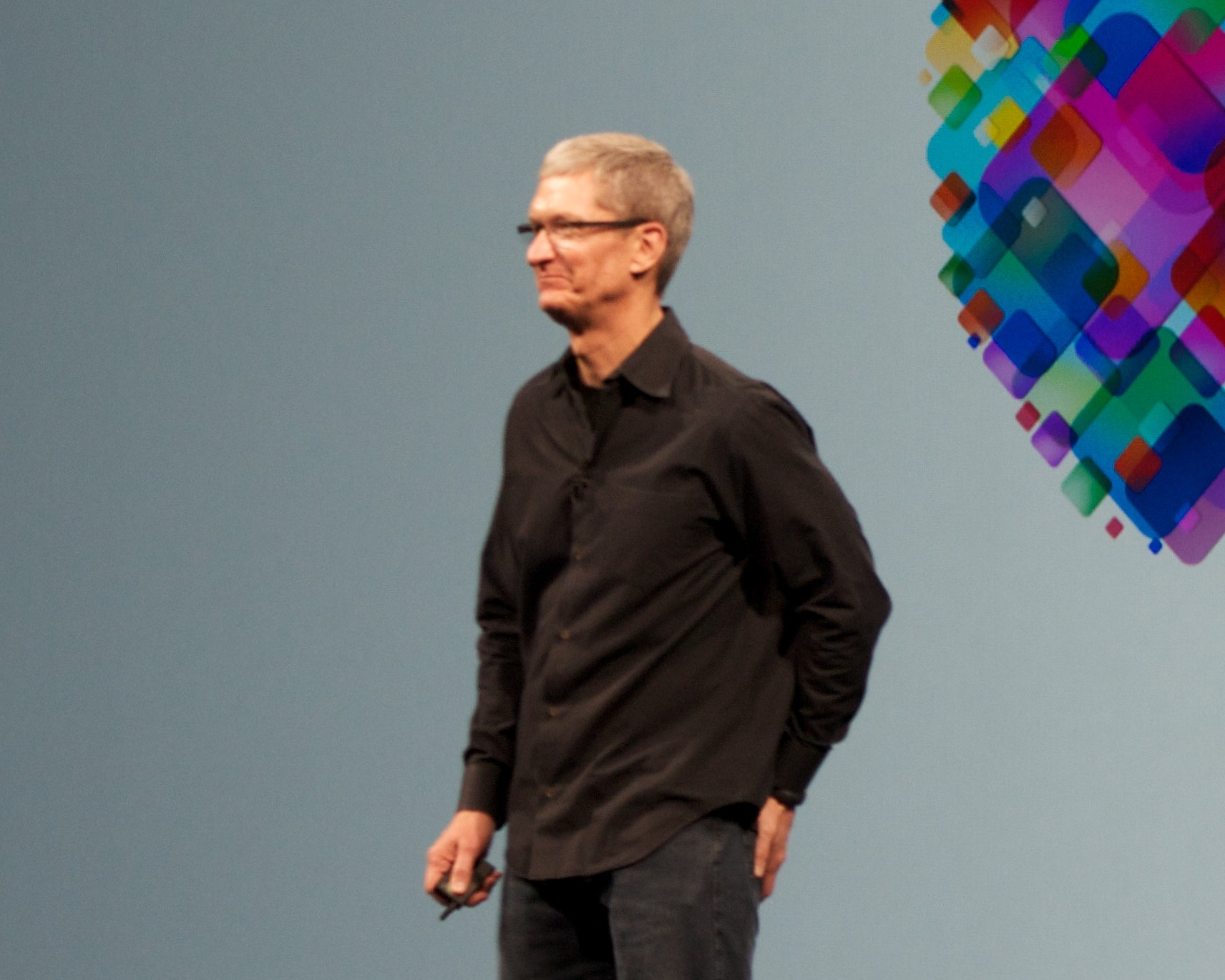
کوک در کنفرانس جهانی توسعه‌دهندگان اپل در سال ۲۰۱۲ سخنرانی اصلی را ارائه کرد.

در ژانویه ۲۰۰۷، کوک به عنوان مدیر عملیات ارتقا یافت و در سال ۲۰۰۹ به عنوان مدیر اجرایی خدمت کرد، در حالی که جابز به دلیل مسائل مربوط به سلامتی در مرخصی بود. در ژانویه ۲۰۱۱، هیئت مدیره اپل سومین مرخصی پزشکی درخواست شده توسط جابز را تأیید کرد. در آن مدت، کوک مسئول بیشتر عملیات روزانه اپل بود، در حالی که جابز بیشتر تصمیمات مهم را می‌گرفت.

#### مدیرعامل اپل (۲۰۱۱ تا کنون)
پس از استعفای جابز از مدیرعاملی و ریاست هیئت مدیره، کوک به عنوان مدیر اجرایی جدید شرکت اپل در ۲۴ اوت ۲۰۱۱ منصوب شد.شش هفته بعد، در ۵ اکتبر ۲۰۱۱، جابز به دلیل عوارض ناشی از سرطان لوزالمعده درگذشت. رابین فراکون، نویسنده مجله فوربس در سپتامبر ۲۰۱۱ نوشت: "جابز و کوک یک همکاری قوی را آغاز کردند و شرکت را از مارپیچ مرگ نجات دادند، که از درآمد ۱۱ میلیارد دلار در سال ۱۹۹۵ به کمتر از ۶ میلیارد دلار در ۱۹۹۸ رسید … تحت رهبری آنها، این شرکت امروز در سطح عالی خود به ۱۰۰ میلیارد دلار قابل توجه رسیده.در آوریل ۲۰۱۲، تایم کوک را در فهرست سالانه «۱۰۰ تأثیرگذارترین فرد جهان» قرار داد.
در ۲۹ اکتبر ۲۰۱۲، کوک تغییرات عمده ای را در تیم اجرایی شرکت ایجاد کرد. اسکات فورستال به عنوان معاون ارشد آی‌اواس استعفا داد و مشاور کوک شد تا اینکه سرانجام در سال ۲۰۱۳ از این شرکت جدا شد. جان برووت، معاون ارشد خرده فروشی، شش ماه پس از شروع به کار در اپل، هنگامی که ۱۰۰۰۰۰سهم به ارزش ۶۰ میلیون دلار آمریکا دریافت کرد، کنار رفت. وظایف فورستال بین چهار مدیر دیگر اپل تقسیم شد: جاناتان آیو رهبری تیم رابط انسانی اپل را بر عهده گرفت. کریگ فدریگی رئیس جدید مهندسی نرم‌افزار آی‌اواس شد. مدیر خدمات ادی کیو مسئول نقشه‌ها و سیری شد. و باب منسفیلد، پیش از این مهندسی سخت‌افزار SVP بود، سرپرست یک گروه فناوری جدید شد.

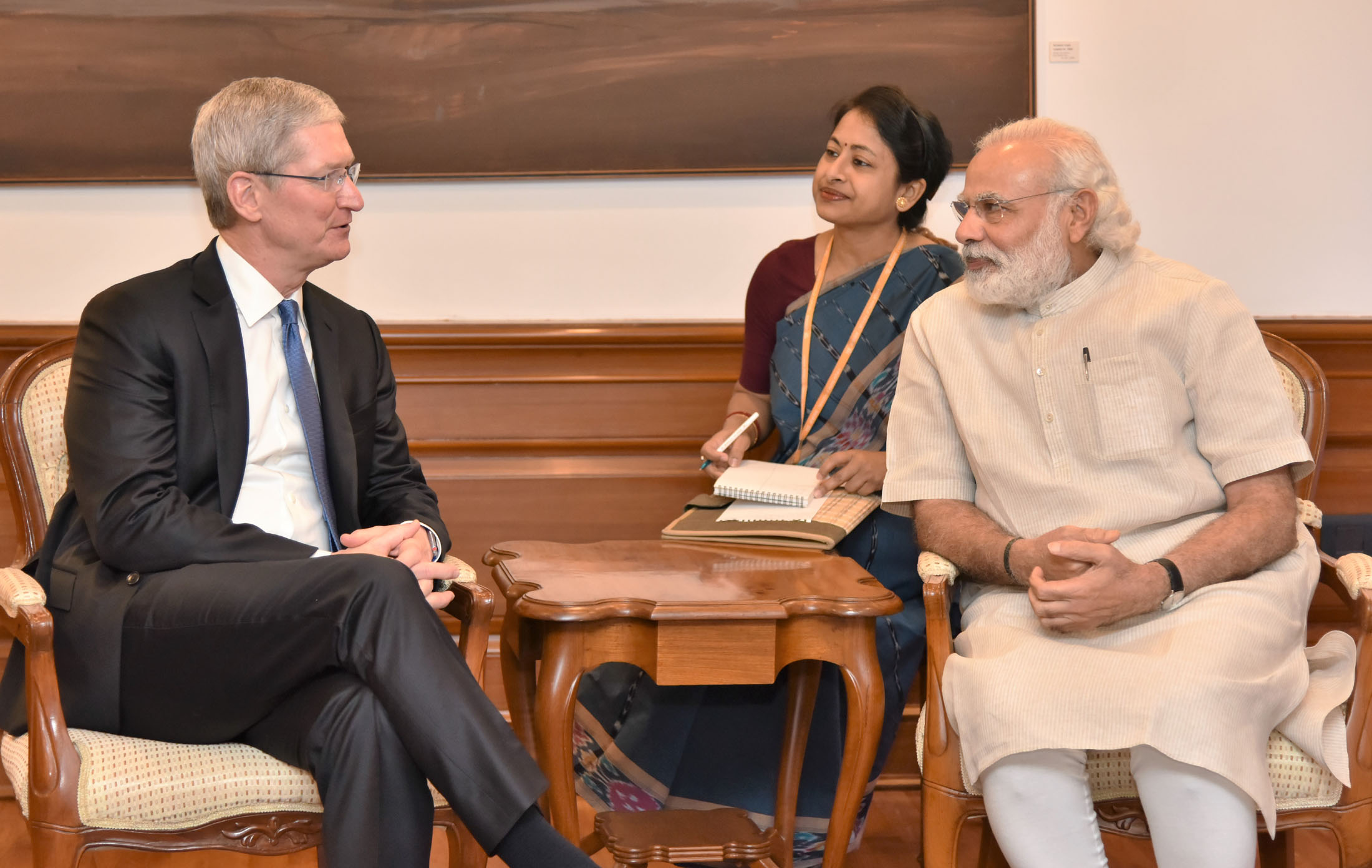
کوک در ملاقات با نارندرا مودی، نخست‌وزیر هند در دهلی نو

کوک تغییرات اجرایی را پس از سه‌ماهه سوم سال مالی، زمانی که درآمد و سود کمتر از حد پیش‌بینی شده بود، ایجاد کرد. یکی از مفسران گفت که فورستال مجبور به کناره‌گیری شد، زیرا کوک «با رسیدن سیاست داخلی و اختلاف نظر به نقطه کلیدی، تصمیم گرفت از جوش خودداری کند». کوک از زمانی که مدیرعامل شد، بر ایجاد یک فرهنگ هماهنگ متمرکز شد که به معنی «از بین بردن افراد دارای شخصیت‌های نامطلوب - افرادی که شغل آنها را تحمل می‌کرد، حتی افراد نزدیک به آنها مانند فورستال» بود، اگرچه روزنامه‌نگار دیگری می‌گوید، «توانایی اپل برای نوآوری ناشی از تنش و اختلاف نظر بود.» در ۲۸ فوریه ۲۰۱۴، کوک هنگامی که سهامداران را به چالش کشید که «از سهام خارج شوند» در صورتی که نظرات شرکت را در مورد پایداری و تغییرات آب و هوایی به اشتراک نگذارند، خبرساز شد. در ماه مه ۲۰۱۶، کوک به چین سفر کرد تا پس از بسته شدن فروشگاه اینترنتی iTunes اپل و فروشگاه Apple Books توسط دولت چین، با مقامات دولتی آنجا ملاقات کند.
در سال ۲۰۱۶ برخی تحلیلگران کوک را با استیو بالمر مدیرعامل سابق مایکروسافت مقایسه کردند و مدعی شدند که نوآوری از زمان جایگزینی جابز از بین رفته‌است، مشابه زمانی که بالمر در سال ۲۰۰۰ مدیرعامل مایکروسافت شد. در دسامبر ۲۰۱۷، کوک سخنران کنفرانس جهانی اینترنت در چین بود.
کوک در اکتبر ۲۰۱۹ به مدت سه سال به عنوان رئیس هیئت مشورتی مدرسه اقتصادی دانشگاه تینگ شوآ(Tsinghua) منصوب شد.

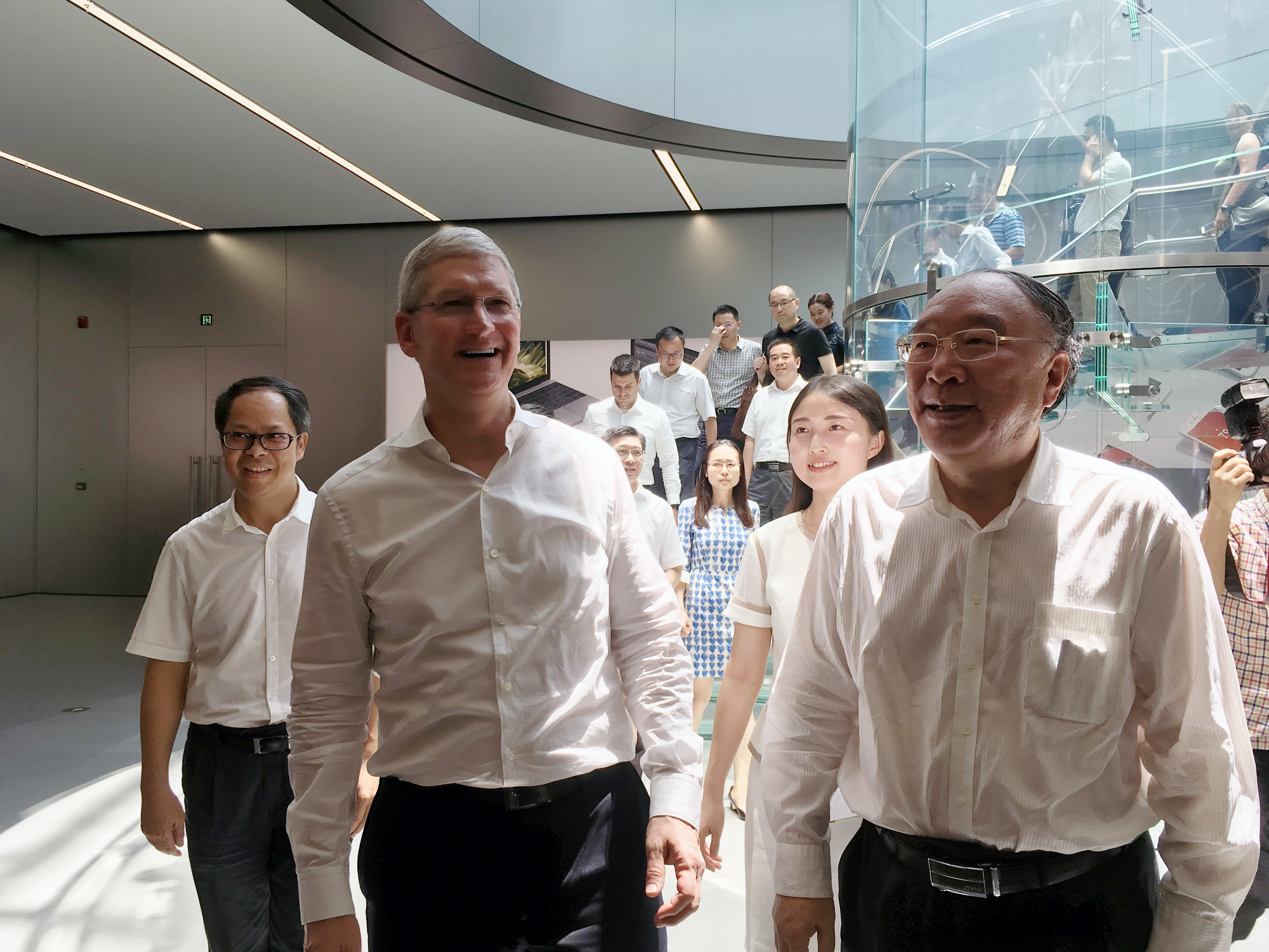
کوک در کنار شهردار چونگ‌کینگ، هوانگ، در فروشگاه اپل جیفانگ بی، چین، ۱۷ اوت ۲۰۱۶

نماینده تام مالیناوسکی، نماینده الکسندریا اوکاسیو کورتز و چند قانونگذار دیگر از کوک به دلیل تصمیم اپل برای حذف برنامه ای که توسط معترضان طرفدار دموکراسی در هنگ کنگ از فروشگاه برنامه اپل استفاده می‌شد انتقاد کردند. آنها اپل را متهم به سانسور کردند و با امضای نامه ای به کوک نوشتند: «تصمیمات اپل در هفته گذشته برای سازگاری با دولت چین با حذف HKMaps بسیار نگران کننده است. ما از شما می‌خواهیم که با قاطعیت تمام مسیر را برعکس کنید، نشان دهید که اپل ارزش‌ها را بالاتر از دسترسی به بازار قرار می‌دهد و در کنار مردان و زنان شجاعی که برای حقوق و کرامت اولیه در هنگ کنگ می‌جنگند می‌ایستد.»کوک در نامه ای داخلی توضیح داد که چرا این شرکت برنامه نقشه‌برداری هنگ کنگ را که توسط معترضان برای هماهنگی حرکات استفاده می‌شد حذف کرد.

### امنیت سایبری
کوک در کنار نایب رئیس گوگل وینتون سرف و مدیرعامل ای‌تی‌اندتی رندال ال. استفنسون، در اجلاسی که رئیس‌جمهور باراک اوباما در ۸ اوت ۲۰۱۳ در رابطه با نظارت دولت و اینترنت در پی حادثه ادوارد اسنودن در افشاگری‌های جاسوسی گسترده برگزار کرد شرکت کرد.
پس از حمله تروریستی دسامبر ۲۰۱۵ در سن برناردینو، کالیفرنیا، که در آن ۱۴ نفر توسط رضوان فاروک و تاشفین مالیک کشته شدند، اداره تحقیقات فدرال از اپل درخواست کرد تا در «باز کردن» آیفون ۵سی استفاده شده توسط فاروک کمک کند. در ۱۶ فوریه ۲۰۱۶، در پاسخ به درخواست وزارت دادگستری، قاضی دادگاه فدرال به اپل دستور داد یک نسخه سیستم عامل آی‌اواس سفت‌افزار سفارشی ایجاد کند که به محققان اجازه می‌دهد ویژگی‌های امنیتی تلفن را دور بزنند. کوک در نامه ای سرگشاده پاسخ داد و در آن خواسته‌های دولت را «نقض حریم خصوصی» با پیامدهای «دل سردکننده» محکوم کرد.

## تصویر عمومی

### سبک رهبری
کوک به عنوان مدیرعامل شرکت اپل، از ساعت ۴:۳۰ صبح شروع به ارسال ایمیل می‌کند و قبلاً در یکشنبه شب جلسات کارکنان را با تلفن برای آمادگی برای هفته آینده برگزار می‌کرد. کوک در ماه مه ۲۰۱۳ گفت که رهبری او بر افراد، استراتژی و اجرا متمرکز است. او توضیح داد، «اگر این سه را درست بفهمید، جهان مکان فوق‌العاده ای است.»تحت رهبری کوک، اپل کمک‌های مالی خود را به امور خیریه افزایش داده‌است و در سال ۲۰۱۳، لیزا جکسون، رئیس سابق آژانس حفاظت از محیط زیست را برای کمک به اپل در توسعه فعالیتهای انرژی تجدیدپذیر خود استخدام کرد.

### وابستگی‌های عمومی
در جریان انتخابات ۲۰۰۸، کوک به کمپین انتخابات مقدماتی باراک اوباما کمک کرد.
در حالی که در اوایل سال ۲۰۱۱ گزارش شده بود که کوک همجنسگرا است،در آن زمان، و قبل از بیانیه عمومی اکتبر ۲۰۱۴، کوک تصمیم گرفت که زندگی شخصی خود را خصوصی نگه دارد. او به‌طور علنی از حقوق ال‌جی‌بی‌تی حمایت کرد. در اکتبر ۲۰۱۴، آکادمی افتخار آلاباما کوک را انتخاب کرد، که در مورد سابقه ایالت خود درمود حقوق افراد لزبین ،گی، دوجنسگرا و ترنسجندر صحبت کند. آکادمی افتخار بالاترین افتخاری است که آلاباما به شهروندان خود می‌دهد.
در سال ۲۰۱۵، کوک گفت که به سناتورهای دموکرات چاک شومر و پاتریک لیهی به دلیل موضع‌گیری آنها در زمینه قیمت گذاری کتاب الکترونیکی و اصلاحات نظارتی به ترتیب کمک مالی اهدا کرده‌است. در همان دور انتخابات، او میزبان جمع‌آوری کمک مالی برای سناتور جمهوری‌خواه راب پورتمن بود.
در اوایل مارس ۲۰۱۶، کوک افشا کرد که به کمپین انتخاباتی نماینده دموکرات زو لوفگرن از کالیفرنیا کمک مالی کرده‌است. در اوایل ماه ژوئن، کوک میزبان جمع‌آوری کمک‌های خصوصی به همراه رئیس وقت مجلس نمایندگان ایالات متحده پال رایان بود. این رویداد توسط پلیتیکو به عنوان «یک کمیته جمع‌آوری کمک‌های مالی مشترک با هدف کمک به انتخاب دیگر جمهوری خواهان مجلس» توصیف شد.
پیوند=|بندانگشتی

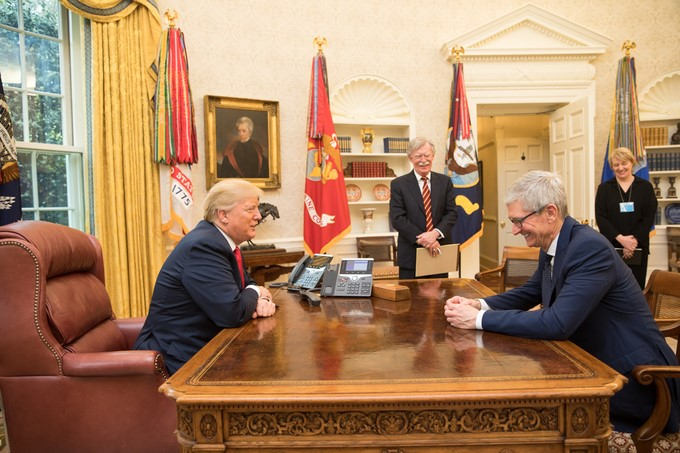
کوک با دانلد ترامپ رئیس‌جمهور آمریکا در دفتر بیضی شکل کاخ سفید، ۲۵ آوریل ۲۰۱۸

در انتخابات ۲۰۱۶، کوک بودجه ای را برای کمپین ریاست جمهوری هیلاری کلینتون جمع‌آوری کرد. در یک مرحله، کمپین کلینتون کوک را به عنوان نامزد معاون رئیس‌جمهور در نظر گرفت.
در سپتامبر ۲۰۱۷ در انجمن تجارت جهانی بلومبرگ، کوک از برنامه مهاجرت اقدام معوق برای ورود به دوران کودکی(DACA) دفاع کرد. وی با ابراز نارضایتی از موضع‌گیری دولت دونالد ترامپ، اظهار داشت: «این غیرقابل قبول است. این آن چیزی نیست که ما به عنوان یک کشور هستیم. من شخصاً شوکه شده‌ام که حتی در این باره بحثی وجود دارد.»
در سال ۲۰۱۸، در یک کنفرانس حفظ حریم خصوصی در بروکسل، کوک نظرات خود را در مورد ذخیره اطلاعات شخصی توسط شرکت‌های فناوری بیان کرد و پیشنهاد کرد که این اطلاعات به عنوان نظارت است و باید عموم مردم را «بسیار ناراحت» کند.
در ملاقات هیئت مشورتی نیروی کار آمریکایی با رئیس‌جمهور دونالد ترامپ در مارس ۲۰۱۹، ترامپ از کوک به عنوان «تیم اپل» یاد کرد. کوک با تغییر نام صفحه نمایش خود در توییتر به تیم اپل، در حالی که ترامپ ادعای وی را رد کرده بود، آن را فاش کرد.

## زندگی شخصی
کوک از علاقه مندان به تناسب اندام است و از پیاده‌روی، دوچرخه سواری و رفتن به باشگاه ورزشی لذت می‌برد. او به دلیل تنهایی، استفاده از مرکز تناسب اندام خارج از محوطه برای حفظ حریم خصوصی مشهور است و اطلاعات کمی دربارهٔ زندگی شخصی او در دسترس عموم است. او در اکتبر ۲۰۱۴ توضیح داد که به دنبال دستیابی به «سطح اولیه حریم خصوصی» بوده‌است.
کوک در سال ۱۹۹۶ به اشتباه مبتلا به بیماری ام‌اس تشخیص داده شد، حادثه ای که به گفته وی باعث شد «جهان را به گونه ای متفاوت ببیند». او از آن زمان در جمع‌آوری کمک‌های خیریه مانند مسابقات دوچرخه سواری برای جمع‌آوری پول برای این بیماری شرکت کرده‌است. او بعداً به مجله فارغ التحصیلان آبرن گفت که علائم وی از «جابجایی چمدانهای بسیار سنگین» ناشی شده بود.
کوک گفته‌است که در سال ۲۰۰۹ بخشی از کبد خود را به جابز پیشنهاد کرد، زیرا آنها گروه خونی کمیابی داشتند. کوک گفت که جابز با فریاد زدن پاسخ داد: «من هرگز اجازه نمی‌دهم این کار را بکنی. من هرگز این کار را نمی‌کنم.»
کوک هنگام ایراد سخنرانی آغازین ۲۰۱۰ در دانشگاه آبرن، بر اهمیت بینش در فرایندهای مهم تصمیم‌گیری تأکید کرد و توضیح داد که آمادگی و کار سخت برای بینش نیز ضروری است.
در ژوئن ۲۰۱۴، کوک به همراه هیاتی از کارکنان اپل در رژه پراید سان فرانسیسکو شرکت کرد. در ۳۰ اکتبر، کوک در سرمقاله بلومبرگ بیزنس‌ویک به عنوان یک همجنسگرا آشکارسازی کرد و گفت: «من به همجنسگرا بودنم افتخار می‌کنم و همجنسگرا بودن را یکی از بزرگ‌ترین هدایایی می‌دانم که خدا به من داده‌است.» او در این باره گفت: «اگر شنیدن این که مدیر اپل یک همجنسگرا است می‌تواند به کسی کمک کند که با هویت خودش کنار بیاید یا مایه آسودگی هر کسی شود که احساس تنهایی می‌کند یا به مردم الهام ببخشد که بر حقوق برابر خودشان اصرار کنند، ارزشش را دارد که این را با حریم خصوصی‌ام تاخت بزنم.» او با اندرسون کوپر، که خود به‌طور عمومی آشکارسازی کرده بود، در مورد جنبه‌های بیانیه، و زمان‌بندی آن مشورت کرد تا اطمینان حاصل شود که از منافع تجاری منحرف نمی‌شود. کوک در مورد جنسیت خود «سالها» صحبت کرده بود، و در حالی که بسیاری از افراد در شرکت از گرایش جنسی او مطلع بودند، او به دنبال تمرکز بر محصولات و مشتریان اپل بود تا زندگی شخصیش. او با نوشتن این جمله «ما راه آفتاب گیر را به سوی عدالت با هم، آجر به آجر هموار می‌کنیم. این آجر من است.» آپ-اد خود را پایان داد. کوک اولین و تنها مدیرعامل همجنسگرا در لیست فرچون ۵۰۰ شد.در سپتامبر ۲۰۱۵، کوک در برنامه د لیت شو ویت استیون کلبر توضیح داد: «آنجا که به حریم خصوصی خود اهمیت زیادی می‌دادم، من احساس کردم که آن را بیش از آنچه می‌توانم برای دیگران انجام دهم، ارزش گذاری می‌کنم، بنابراین می‌خواستم حقیقت خود را به همه بگویم.» در اکتبر ۲۰۱۹، او در مورد این تصمیم صحبت کرد و توضیح داد که چگونه به لطف افراد ال‌جی‌بی‌تی که قبل از او برای حقوق خود مبارزه کرده‌اند، راه را برای موفقیت او هموار کرده‌اند و او باید با نسل‌های جوان این موضوع را در جریان بگذارد - در یک قیاس کدگذاری - او همجنسگرا بودن را به عنوان ویژگی ای که زندگی او باید به جای هر مشکلی ارائه دهد، می‌داند. او امیدوار بود که آشکارسازی او به جوانان ال‌جی‌بی‌تی در برخورد با بی خانمانی و خودکشی کمک کند و امیدوار است که وضعیت آنها بهتر شود.

## جوایز و افتخارات
- شخصیت سال فایننشال تایمز (۲۰۱۴)[۸۷][۸۸][۸۹]
- جایزه موج تغییر (۲۰۱۵)[۹۰][۹۱]
- بزرگ‌ترین رهبر جهان فورچون (۲۰۱۵)[۹۲][۹۳]
- آکادمی افتخاری آلاباما: القایی (۲۰۱۵)[۹۴]
- جایزه دیداری(آشکارسازی) کمپین حقوق بشر (۲۰۱۵)[۹۵][۹۶]
- دکترای افتخاری علوم از دانشگاه گلاسکو در گلاسکو، اسکاتلند (۲۰۱۷)[۹۷]
- جایزه شجاعت علیه نفرت از اتحادیه ضد افترا (۲۰۱۸)[۹۸]

## درآمد
مجموع حقوق و پاداش کوک در سال ۲۰۱۵، ۱۹ میلیون و ۵۰ هزار دلار آمریکا و در سال ۲۰۱۶، ۸ میلیون و ۷۵۰ هزار دلار بوده‌است. البته این تمام درآمد کوک از شرکت اپل نبوده و او در سال ۲۰۱۶ بابت فروش سهام خود ۱۳۶ میلیون دلار به دست آورده‌است.
ارزش دارایی او ۱٫۸ میلیارد دلار است.